# Guillermo Malet
Guillermo Malet (c. 1014-1071), fue un noble normando, señor (sire) de Graville (Sainte Honorine, cerca de El Havre), Normandía; señor de Eye y Alto Sheriff de Suffolk y sheriff de Yorkshire (1068) en Inglaterra. Se desconoce su ascendencia, pero las crónicas inducen a pensar que el padre era normando y la madre sajona (de Inglaterra) y que tenía algún tipo de parentesco con Harold Godwinson antes de la conquista normanda de Inglaterra, posiblemente maternal. El castillo de Malet en Graville Sainte Honorine tenía una importante ubicación estratégica, en la desembocadura del río Sena. Aunque Guillermo Malet tenía conexiones con ambos bandos en el conflicto que vendría después, su lealtad era hacia el duque Guillermo II de Normandía. Es uno de los compañeros probados de Guillermo el Conquistador.
Participó en la batalla de Hastings donde sobresalió en el campo de batalla, como atestigua Wace en su Roman de Rou:

Se lanza con valentía entre ellos;
Con su espada reluciente
Ataca furiosamente a los ingleses;
Pero ellos le parten el escudo,
Y matan a su caballo,
Y a él mismo quieren matar,
Cuando llegan el señor de Montfort
Y lord William de Vez-Pont
Con la gran fuerza que tenían,
Lo rescatan valientemente.
Allí pierden a muchos de sus hombres;
Vuelven a montar a Mallet en el campo
Sobre un caballo de guerra nuevo.

Al finalizar la batalla, el duque Guillermo encomendó a Guillermo Malet que se encargara del entierro del rey inglés muerto. El cuerpo fue enterrado bajo un montón de piedras en la cima de un acantilado en Hastings con vista a la costa que Harold había defendido valientemente. Guillermo Malet colocó una piedra sobre la tumba con el epitafio:
Por orden del duque, descansas aquí como rey, ¡Oh Harold!, para que puedas seguir siendo el guardián de la costa y el mar.
El entierro de Harold fue temporal. El cuerpo fue enterrado más tarde en la abadía de Waltham.
Guillermo y su hermano Durand poseían tierras en Lincolnshire, en el Danelaw de Inglaterra, durante el reinado de Eduardo el Confesor y luego Harold Godwinson, también en Normandía. Tras la conquista, las posesiones inglesas de Guillermo aumentaron considerablemente, principalmente en el Danelaw, ya que las tierras inglesas fueron arrebatadas a sus propietarios sajones y entregadas a los barones normandos. Es probable que el duque Guillermo le otorgara estas propiedades, en parte debido a su lealtad y habilidad en la batalla, pero también debido a sus vínculos familiares daneses allí. 
Cuando se publicó el Libro Domesday (1086) Guillermo ya había muerto, pero las posesiones citadas de su esposa y de su hijo Roberto dan una buena indicación de la extensión de sus propiedades. Guillermo Malet poseía grandes territorios de lo que hoy son Suffolk (donde construyó su castillo al estilo normando) y Norfolk, y pequeños feudos en Lincolnshire y Yorkshire.
Hacia 1069 tuvo que hacer frente a una revuelta encabezada por Edgar Atheling, que pírricamente aplastó pese a la ayuda de Robert Fitz Richard (caído en combate como muchos de sus hombres) y Gilbert de Gant, y gracias a la aparición de Guillermo el Conquistador en el último momento. Poco tiempo después, en septiembre de 1069, regresó Edgar Atheling con apoyo de Svend I de Dinamarca (que reclamaba también el trono inglés), Northumbria y los jarls Waltheof y Gospatric. El rey Guillermo les venció y no dio más oportunidades para otro desafío: ordenó que se quemase y matase todo lo que hubiera en el norte. El Libro Domesday refleja que tras 16 años la mayor parte de aquel territorio estaba desolado y deshabitado. Guillermo malet, su esposa y sus dos hijos fueron apresados por los rebeldes, pero debieron ser liberados algún tiempo después. Guillermo conservó la mayoría de sus tierras, excepto Yorkshire, que le correspondían mientras fuera sheriff, que le habían quitado. En algún momento, el rey le otorgó a Guillermo el apelativo de Princep (Wilielmus Malet Princep), en el contexto de la época sería un apelativo para distinguir a un gran líder.
Murió en 1071 luchando contra Hereward el Proscrito, en los pantanos cerca de la catedral de Ely, que se encuentra entre South Lincolnshire, Cambridgeshire y Norfolk (y en medio de las posesiones de Malet). Hugo FitzBaldric le sustituyó como sherif de Yorkshire.

## Herencia
Guillermo se casó con Elise (Hesilia) Crispin de Brionne (c. 1027-1086), con quien tuvo dos hijos:
- Robert Malet (c. 1045-23 de septiembre de 1106), señor de Malet y Eye. Posiblemente acompañó a su padre en la batalla de Hastings;
- Gilbert Malet (c. 1057-1105), se casó con Beatrix de Courcelles (c. 1070–1144), una hija de Roger de Courcelles. Gilbert murió en combate en la batalla frente al castillo de York en 1105;
- Beatrice Malet (m. 1044).